# مارك باتريك
مارك باتريك (بالإنجليزية: Mark Patrick)‏ هو مقدم برامج إذاعية أمريكي، ولد في عقد 1950.

## وصلات خارجية
- الموقع الرسمي